# کیم ته وو (بازیگر)
کیم ته وو (کره‌ای: 김태우؛ زادهٔ ۱۵ آوریل ۱۹۷۱) بازیگر اهل کره جنوبی است. پس از پیشرفت خود با ایفای نقش در فیلم جنگی بسیار موفق منطقه امنیتی مشترک، کیم بیشتر به خاطر نقش‌های اصلی در فیلم‌های هنری مانند فیلم‌های به کارگردانی هونگ سانگ سو به نام‌های زن آیندهٔ مرد است، زنی در ساحل و انگار همه چیز رو میدونی شناخته می‌شود.
از آثاری که در آن‌ها نقش داشته‌است می‌توان به فیلم چهره‌خوان و مجموعه‌های تلویزیونی عشق یک کتاب پاداش است، بیدار و آقای ملکه اشاره کرد.